# Vicenç Matas Morro
Vicenç Matas Morro (Palma, 1935) ha estat un alt funcionari de l'administració de les Illes Balears. El 1960 es llicencià en dret per la Universitat de Barcelona i accedí al cos de secretaris de primera categoria de l'Administració local. Exercí el seu càrrec de secretari dels ajuntaments de Ribadesella (Astúries), Callosa de Segura (província d'Alacant), sa Pobla i Llucmajor.
Des de la dècada dels setanta fins a mitjans dels anys vuitanta fou president del Col·legi de Secretaris, Interventors i Depositaris de l'Administració local. El 1978 va ser nomenat secretari general del Consell Interinsular i després, el 1983, amb l'inici de l'autonomia, passà a ser-ho de la Presidència del Govern Balear, càrrec que va ocupar fins al 1995. Posteriorment, com a cap del Departament Tècnic de la Presidència i, després, de la Vicepresidència i Conselleria de Relacions Institucionals, ha duit a terme un treball ordenat i minuciós en l'organització administrativa dels consells de govern. El 2005 va rebre el Premi Ramon Llull.